# Грязнов, Василий Васильевич
 Василий Васильевич Грязнов (ок. 1840 — 27 февраля 1909) — русский краевед, исследователь архитектуры, художник, педагог.

## Биография
Окончил Строгановское училище технического рисования по специальности «учёный рисовальщик и свободный художник по пейзажной живописи». Служил в качестве художника на «серебряной фабрике» С. И. Сазикова. В 1864 году по приглашению попечителя Виленского учебного округа И. П. Корнилова переехал в Вильно, где, как писал он художественному критику В. В. Стасову, «посвятил себя с пылкою юношескою страстью различным трудам… и в особенности по изысканию исторических памятников».
С 1862 года преподавал рисование и чистописание в 1-й Виленской мужской гимназии, упоминается в Памятной книжке Виленского учебного округа на 1895—1896 учебный год. Его коллегами по гимназии являлись преподаватель географии и редактор «Виленского Календаря» Николай Иванович Юницкий, историк Арсений Осипович Турцевич и другие, не менее яркие личности. С 1886 года преподает в женской гимназии.

## Исследовательская деятельность и художественное творчество

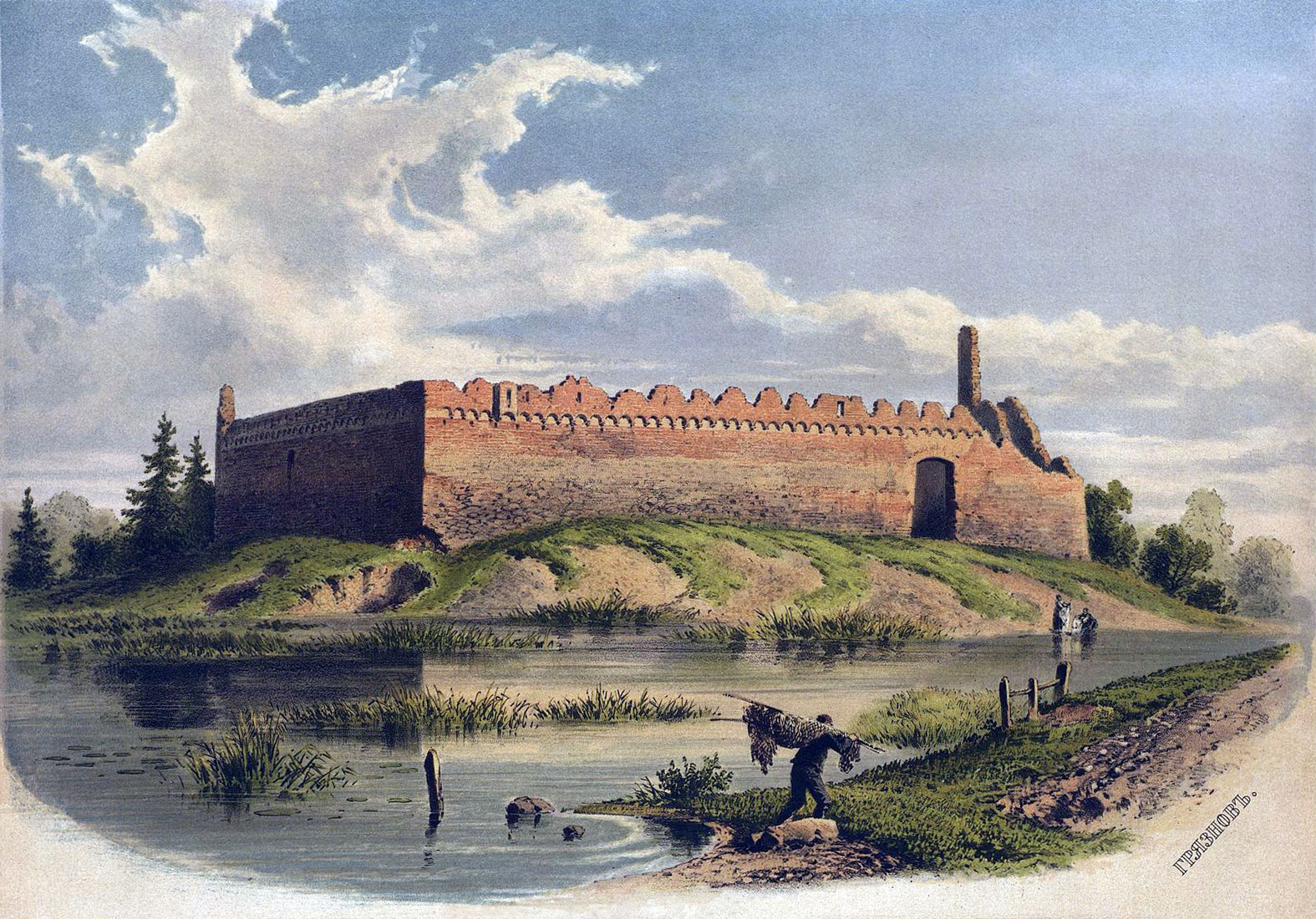
В.Грязнов. Лидский замок

«Есть в Вильне еще один почтенный и бескорыстный деятель по разработке местной истории, это преподаватель виленской мужской гимназии, художник В. В. Грязнов. Он на свои небогатые средства делает поездки в разные места Литвы и Беларуси, разыскивает древние памятники русской народности и делает с них акварельные виды и снимки. Услугами его частью уже воспользовался П. Н. Батюшков в своих „Памятниках русской старины в Западных губерниях“. Кроме того, некоторые его снимки с местно чтимых икон изданы в „Виленском Календаре на 1887 г.“. Но за всем тем в портфеле В. В. Грязнова накопилось значительное количество акварелей с древних памятников русской народности и православия в крае, которые следовало бы издать, но не в Вильне, где собственно нет и технических средств к художественному воспроизведению»,— писал в виленских записках Н. И. Петров.
Графика Грязнова обычно выставлялась в Петербурге на археологических съездах. Из его письма от 4 января 1900 года к И. П. Корнилову известно, что Петербургское общество архитекторов выставило 28 работ с изображениями белорусско-литовских исторических памятников.

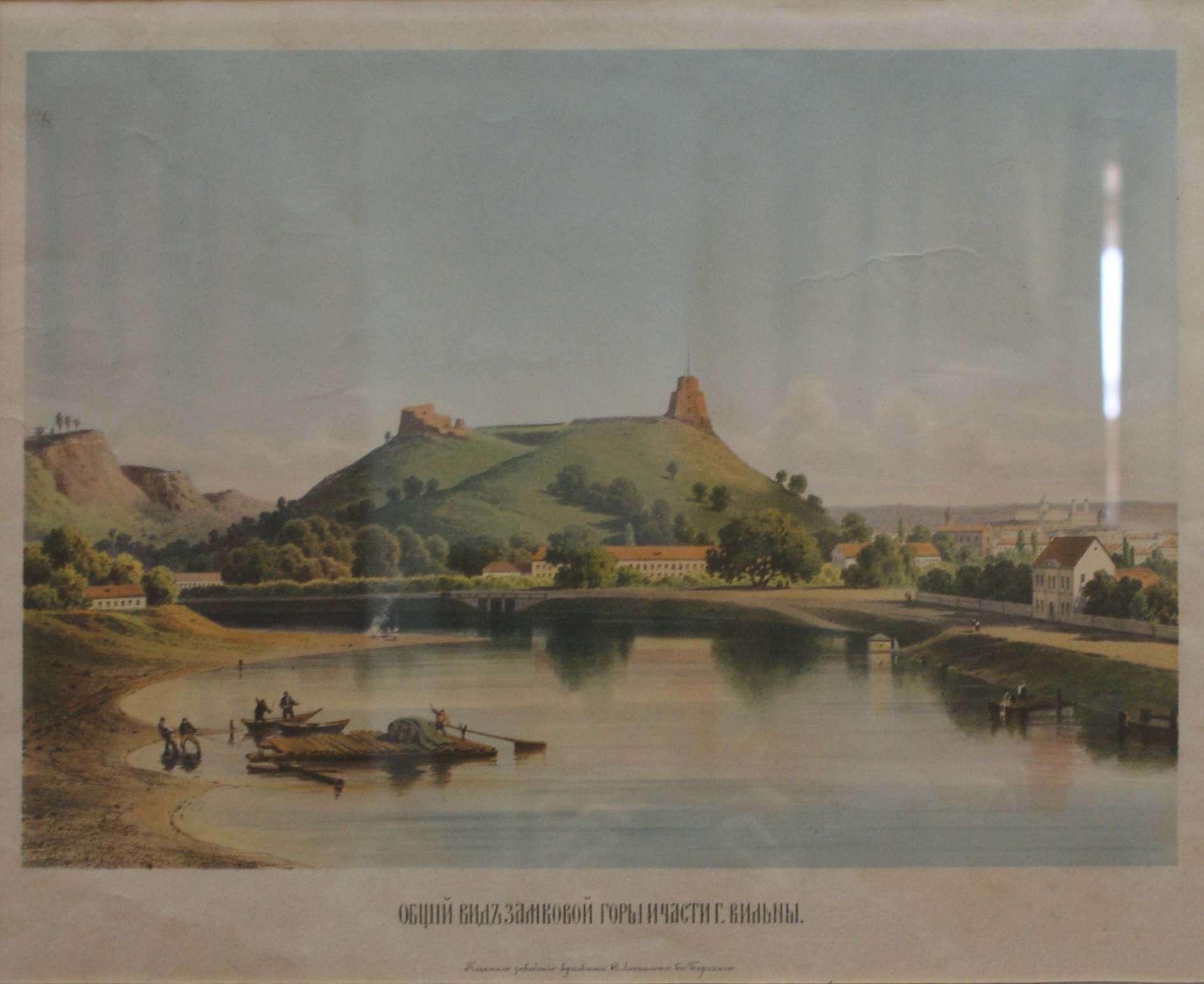
В. Грязнов. Вид с Замковой горы и города Вильно

Из работ В. Грязнова сохранились немногие. Так, известна его акварель с изображением Лидского замка. Картина написана с иной точки, нежели работы Ю. Пешки и В. Дмоховского. Утренние лучи солнца падают на восточную стену старого замка, от башен которого осталось лишь два останца. Над заросшим прудом возвышаются 16 бойниц. Белорусский историк О. А. Трусов считает рисунок лучшим изображением Лидского замка.
Белорусская Сынковичская церковь св. Михаила известна как незаурядный памятник архитектуры. В. Грязнов, исследовав её, сделал несколько зарисовок.
В 1860-е гг. В. Грязнов первый исследовал и описал гродненскую Борисоглебскую (Коложскую) церковь, оставив свои впечатления в очерке, вышедшем в Вильно в 1893 году. Грязнов обнаружил в кладке церкви голосники, знаки на глине и высказал мысль, что церковь имела фресковую окраску:
«На боковой стороне многих кирпичей Коложской церкви замечаются рельефные знаки различного вида, которые представляют прямолинейные зигзаги, неизвестные знаки и славянские буквы, пятиконечную звезду и равноконечный древний византийский крест, а на некоторых они повторяются несколько раз».
В. Грязнов обнаружил в правой части алтаря закрашенные силуэты композиции «Святая Троица», в средней части ― крест, вверху между алтарными частями ― изображение солнца и луны.
Он сделал план и разрезы руин храма, детальный рисунок алтарного окна, виды южного и западного фасадов. Не глядя на то, что Грязнов рисовал церковь в 1856 году, и многое ему довелось восстанавливать по памяти или по наброскам, сделанным ещё до 1853 года, тем не менее, рисунки считаются весьма обстоятельными. Особенный интерес вызывает вид утраченного южного фасада. Согласно Грязнову, у церкви была деревянная вежа-звонница XVII—XVIII вв., которая уже к концу XIX века была разобрана. Эти рисунки Грязнова считаются в научной литературе первоисточниками.
Многие рисунки В. Грязнова стали иллюстрациями к книгам П. Батюшкова («Белоруссия и Литва», 1890), И. Корчинского («Древняя Коложская церковь во имя святых князей Бориса и Глеба в г. Гродно», 1908), третьему тому «Живописной России» (1882) и др.
Осматривая в 1864 году в Мозырском уезде церковь в Турове, Грязнов увидел среди разного хлама, ящик с углём. Высыпав его, он увидел в ящике старые рукописи, среди которых обнаружился письменный памятник XI века, получивший в научном мире название Туровского Евангелия.
Собрал богатую коллекцию предметов белорусской культуры и быта.